# Archaeoprepona chalciope
Espèce
Archaeoprepona chalciope est un insecte lépidoptère diurne de la famille des Nymphalidae, de la sous-famille des Charaxinae et du genre Archaeoprepona.

## Dénomination
Archaeoprepona chalciope a été décrit par Jacob Hübner en 1823 sous le nom initial de Morpho chalciope.
Synonyme : Prepona chalciope.

## Description
Archaeoprepona chalciope est un grand papillon aux ailes antérieures à bord costal bossu, apex arrondi, bord externe concave et aux ailes postérieures très discrètement festonnées.
Le dessus est marron roux foncé marqué aux ailes antérieures et aux ailes postérieures d'une large bande bleu outremer.
Le revers est marqué de bandes ocre et roux et mime une feuille morte.

## Écologie et distribution
Archaeoprepona chalciope est présent au Brésil et au Paraguay,.

### Protection
Pas de statut de protection particulier.